# Daniel Arreola
Daniel Arreola Argüello (ur. 8 października 1985 w Cancún) – meksykański piłkarz występujący na pozycji lewego lub środkowego obrońcy, reprezentant Meksyku.

## Kariera klubowa
Arreola pochodzi z miasta Cancún w stanie Quintana Roo i jest wychowankiem tamtejszego klubu Atlante FC. Do seniorskiej drużyny został włączony w wieku dwudziestu dwóch lat przez szkoleniowca José Guadalupe Cruza po kilku miesiącach występów w drugoligowych rezerwach – Potros Chetumal. W meksykańskiej Primera División zadebiutował 26 lipca 2008 w wygranym 2:1 spotkaniu z Tolucą, natomiast premierowego gola w najwyższej klasie rozgrywkowej strzelił 12 listopada tego samego roku w wygranej 3:1 konfrontacji z Tecos UAG. Już po kilku miesiącach wywalczył sobie pewne miejsce w wyjściowym składzie i w 2009 roku triumfował z Atlante w najbardziej prestiżowych rozgrywkach północnoamerykańskiego kontynentu – Lidze Mistrzów CONCACAF. Kilka miesięcy później wziął natomiast udział w Klubowych Mistrzostwach Świata, gdzie strzelił gola w ćwierćfinałowym meczu z nowozelandzkim Auckland City (3:0), zaś jego drużyna odpadła zajęła ostatecznie czwarte miejsce. Barwy Atlante reprezentował ogółem przez dwa lata.
Latem 2010 Arreola za sumę miliona dolarów przeszedł do zespołu CF Pachuca, gdzie w tym samym roku wziął udział w drugich z rzędu Klubowych Mistrzostwach Świata; tym razem zajął na japońskich boiskach piątą lokatę. Pełnił jednak rolę głębokiego rezerwowego, wobec czego po upływie sześciu miesięcy udał się na wypożyczenie do ekipy Club Atlas z siedzibą w Guadalajarze. Tam spędził rok bez większych sukcesów – wiosną był wyłącznie rezerwowym, zaś jesienią miał już pewną pozycję w linii defensywy. Po powrocie do Pachuki również został podstawowym graczem formacji obronnej i w tej roli w wiosennym sezonie Clausura 2014 zdobył ze swoim zespołem tytuł wicemistrza kraju. W styczniu 2015 został zawodnikiem klubu Monarcas Morelia, skąd po sześciu miesiącach na zasadzie wypożyczenia przeniósł się do beniaminka najwyższej klasy rozgrywkowej – zespołu Dorados de Sinaloa z miasta Culiacán. Tam spędził rok jako podstawowy defensor, lecz na koniec rozgrywek 2015/2016 spadł z nim do drugiej ligi.
W lipcu 2016 Arreola po raz drugi w karierze udał się na wypożyczenie do Club Atlas, dokąd tym razem został ściągnięty przez swojego byłego trenera z Atlante i Dorados – José Guadalupe Cruza.
| Sezon     | Klub               | Kraj   | Rozgrywki | Mecze | Bramki |
| --------- | ------------------ | ------ | --------- | ----- | ------ |
| 2008/2009 | Atlante FC         | Meksyk | Liga MX   | 27    | 1      |
| 2009/2010 | Atlante FC         | Meksyk | Liga MX   | 31    | 1      |
| 2010/2011 | CF Pachuca         | Meksyk | Liga MX   | 4     | 1      |
| 2010/2011 | Club Atlas         | Meksyk | Liga MX   | 4     | 0      |
| 2011/2012 | Club Atlas         | Meksyk | Liga MX   | 16    | 2      |
| 2011/2012 | CF Pachuca         | Meksyk | Liga MX   | 16    | 3      |
| 2012/2013 | CF Pachuca         | Meksyk | Liga MX   | 23    | 0      |
| 2013/2014 | CF Pachuca         | Meksyk | Liga MX   | 31    | 1      |
| 2014/2015 | CF Pachuca         | Meksyk | Liga MX   | 9     | 0      |
| 2014/2015 | Monarcas Morelia   | Meksyk | Liga MX   | 12    | 1      |
| 2015/2016 | Dorados de Sinaloa | Meksyk | Liga MX   | 20    | 1      |
| 2016/2017 | Club Atlas         | Meksyk | Liga MX   |       |        |

## Kariera reprezentacyjna
W seniorskiej reprezentacji Meksyku Arreola zadebiutował za kadencji selekcjonera Javiera Aguirre, 17 marca 2010 w wygranym 2:1 meczu towarzyskim z Koreą Północną.